# (17221) 2000 CZ28
A (17221) 2000 CZ28 a Naprendszer kisbolygóövében található aszteroida. A LINEAR projekt keretében fedezték fel 2000. február 2-án.